# Куртень (Васлуй)
Куртень, Куртені (рум. Curteni) — село у повіті Васлуй в Румунії. Входить до складу комуни Олтенешть.
Село розташоване на відстані 279 км на північний схід від Бухареста, 16 км на схід від Васлуя, 67 км на південний схід від Ясс, 130 км на північ від Галаца.

## Населення
За даними перепису населення 2002 року у селі проживали 276 осіб, усі — румуни. Усі жителі села рідною мовою назвали румунську.